# Calpulalpan
Calpulalpan, officiellement appelée « Ville héroïque de Calpulalpan »[Interprétation personnelle ?], est une ville mexicaine, chef-lieu et principal centre urbain de la municipalité homonyme, située à l'ouest de l'état de Tlaxcala. Avec 48 385 habitants en 2015 selon le recensement de la population et du logement réalisé par l'Institut national de la statistique et de la géographie (INEGI), est la sixième ville la plus peuplée de l'État.